# Upper Hutt
Upper Hutt, offizielle Bezeichnung: Upper Hutt City, auf Maori Orongomai, ist eine Stadt und zugleich eigenständige Territorial Authority (Gebietskörperschaft) in der Region Wellington im Süden der Nordinsel von Neuseeland.

## Namensherkunft
Die Stadt Upper Hutt erhielt ihren Namen in Erinnerung an Sir William Hutt, der Direktor der New Zealand Company war, in deren Auftrag der Naturforscher und Geologe Ernst Dieffenbach 1839 das Tal des Flusses Te Awa Kairangi, später Hutt River genannt, zu Siedlungszwecken erforschte. 2012 bekam der Fluss seinen heutigen Doppelnamen: Te Awa Kairangi / Hutt River.

## Geographie

### Geographische Lage
Upper Hutt City liegt am südlichen Ende der Nordinsel, rund 30 km nordöstlich von Wellington City. Die Stadt verfügt über eine reine Landfläche von 540 km² und zählte zum Census im Jahr 2013 40.179 Einwohner. Damit ist Upper Hutt City flächenmäßig die größte der vier eigenständigen Städte in der Region Wellington, stellt aber mit 74,4 Einwohner pro km² gleichzeitig die Stadt mit der geringsten Bevölkerungsdichte dar.
Im Norden der Stadt grenzt der Kapiti Coast District an. Im Osten liegt der South Wairarapa District, im Süden die Stadt Hutt City und im Westen Porirua City. Die Stadt erstreckt sich in südwestlicher Richtung entlang des Te Awa Kairangi / Hutt River und befindet sich eingesäumt vom nördlichen Teil der Remutaka Range, der östlich der Stadt endet und dem südwestlichen Ausläufer der Tararua Range, der nordwestlich der Stadt liegt.

### Stadtteile
Zu den Stadtteilen von Upper Hutt zählen: Te Marua, Akatarawa, Rimutaka, Parkdale, Emerald Hill, Birchville, Mount Marua, Marua Downs, Timberlea, Brown Owl, Kaitoke, Maoribank, Upper Hutt Central, Clouston Park, Mangaroa, Maymorn, Whitemans Valley, Totara Park, Waitoka Estate, Riverstone Terraces, Kingsley Heights, Wallaceville, The Lanes, Trentham, Heretaunga, Silverstream und Pinehaven.

## Geschichte
Das Tal, in dem die Stadt liegt, wurde ursprünglich von dem Māori-Stamm der Ngāti Ira besiedelt, deren Stamm aber durch die Musketenkriege der 1830er Jahre dezimiert wurde.
Die ersten Siedler kamen 1840, doch erst ab 1860 schritt die Besiedlung in größerem Umfang voran. Als 1877 das Hutt County gegründet wurde, war Upper Hutt noch ein Teil davon. Am 24. April 1908 bekam Upper Hutt einen eigenen Stadtrat und am 26. Februar 1926 den Status einer Borough verliehen. 40 Jahre später war die Stadt derart gewachsen, dass sie am 28. Mai 1966 den Status einer City bekam. In den Jahren 1973, 1988 und zur Verwaltungsreform im Jahr 1989 wurden der Stadt weitere Gebiete zugeordnet.

## Bevölkerung

### Bevölkerungsentwicklung
Von den 40.179 Einwohnern der Stadt waren 2013 5337 Einwohner Māori-stämmig (13,3 %). Damit lebten 0,9 % der Māori-Bevölkerung des Landes in der Stadt. Das durchschnittliche Einkommen in der Bevölkerung lag 2013 bei 32.000 NZ$, gegenüber 28.500 NZ$ im Landesdurchschnitt.

### Herkunft und Sprachen
Bei der Frage nach der Zugehörigkeit einer ethnischen Gruppe gaben in der Volkszählung 2013 84,3 % an, Europäer zu sein, 14,0 % gaben an, Māori-Wurzeln zu haben, 4,9 % kamen von den Inseln des pazifischen Raums und 6,0 % stammten aus Asien (Mehrfachnennungen waren möglich). 20,7 % der Bevölkerung gab an, in Übersee geboren zu sein und 3,2 % der Bevölkerung sprachen Māori, unter den Māori 16,4 %.

## Verwaltung
Upper Hutt City ist nicht in Wards unterteilt. Zehn Councillors (Ratsmitglieder) bilden zusammen mit dem Mayor (Bürgermeister) den City Council (Stadtrat), der Upper Hutt City Council genannt wird. Der Bürgermeister und die Ratsmitglieder werden alle drei Jahre neu gewählt. Bürgermeister ist seit 2001 Wayne Guppy.

## Verkehr

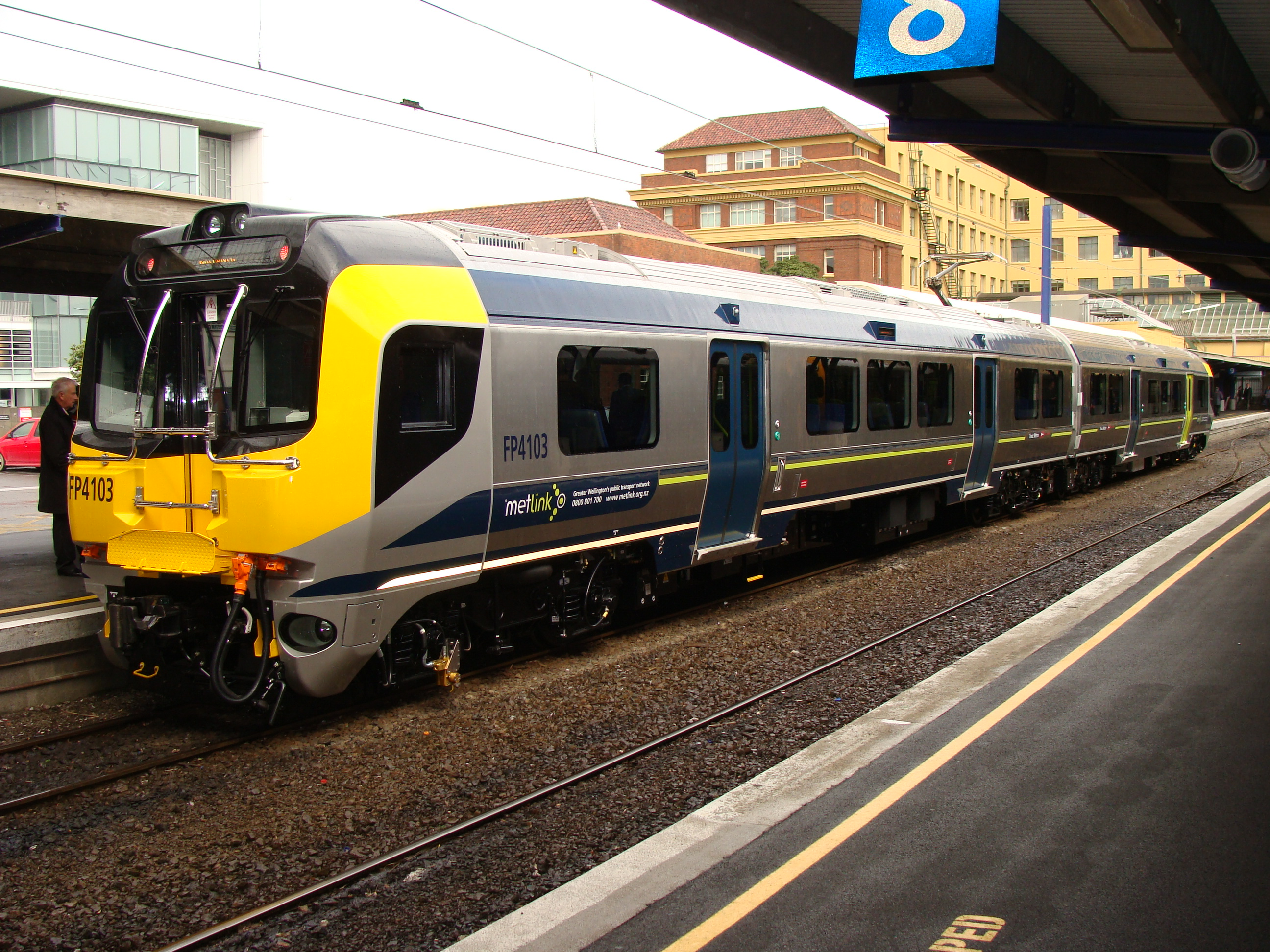
Triebwagen im Bahnhof Wellington für den Vorortverkehr nach Upper Hutt

Durch die Stadt führt der New Zealand State Highway 2, der von Nordosten kommend bis nach Wellington führt.
Upper Hutt liegt weiter an der Bahnstrecke Wellington–Woodville. Die von Wellington kommende, S-Bahn-ähnlich ausgelegte Upper Hutt Line verkehrt auf dieser Strecke und endet hier. Weiter verkehrt hier die Wairarapa Line von Wellington nach Masterton.

## Persönlichkeiten
- Glen Wilson (* 1971), Squashspieler